# Pokémon Snap
Pokémon Snap (яп. ポケモンスナップ, покемон сунаппу) — японська відеогра у жанрі shoot 'em up від першої особи та симулятору фотографа, розроблений спільно HAL Laboratory та Pax Softnica, виданий Nintendo для Nintendo 64. Уперше випущений в Японії в березні 1999 року. Реліз для Північної Америки відбувся у червні 1999 року, для PAL-регіону у вересня 2000 року. Спін-оф серії відеоігор Покемон. Це одна з перших консольних відеоігор у режимі реального часу з безліччю покемонів. Гра була перевидана для Wii у грудні 2007 року, а також для її віртуальної консолі в 2016 році.